# یاورکندی
یاورکندی یکی از روستاهای استان آذربایجان شرقی است که در دهستان قشلاق بخش فندقلو شهرستان اهر واقع شده‌است.این روستا ۳۶۲ نفر جمعیت دارد.